# Thomas Larsson (konstnär)

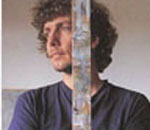
Thomas Larsson

Thomas Larsson, född 1957 i Stockholm, är en svensk konstnär.
Larsson gick på Kristianstad konstskola 1975–1977 och på Forums målarskola i Malmö 1983–1988. Han är bosatt i Norra Björstorp, strax norr om Brösarp på Österlen och är medlem i Östra Skånes Konstnärsgille (ÖSKG).
Stig Johansson har i Svenska Dagbladet i oktober 2002 lovordat Larssons landskapsmåleri.[källa behövs]
Larsson har gjort studieresor till Frankrike, Spanien, England och Tyskland. Han har fått ett statligt arbetsstipendium och Malmö konststudio stipendium.
Hans verk har visats på ÖSKG:s samlingsutställningar i Baskemölla (1987–2005), Galleri Holm i Malmö, Galleri Konstnärscentrum i Ronneby, Kristianstads museum, Galleri Embla i Stockholm, Galleri Ludwig i Stockholm, Galleri Garpenhus i Baskemölla och Galleri Valfisken i Simrishamn.
Han är också representerad hos Statens konstråd, Kristianstads museum, Region Skåne och Simrishamns kommun.